# Silvio Trentin
Silvio Trentin (San Donà di Piave, 11 novembre 1885 – Monastier di Treviso, 12 marzo 1944) è stato un partigiano e giurista italiano, docente universitario di diritto amministrativo.

## Biografia
Figlio di un possidente agricolo, fino agli 11 anni visse nella residenza di famiglia a San Donà di Piave. Aveva 2 fratelli: Giorgio (nato nel 1881) e Bruno (nato nel 1892).
Nonostante la perdita del padre, a 7 anni, Silvio ebbe forte solidarietà dalla famiglia. Lo zio paterno, Antonio Trentin, ricco possidente e filantropo, si assunse la tutela della famiglia del fratello. Aiuti alla famiglia vennero anche dagli zii materni Alberto Cian e Vittorio Cian. Alle scuole elementari, Silvio Trentin incominciò ad avere una visione patriottica e liberale della storia d'Italia. Dal 1896 al 1903 frequentò il Liceo ginnasio statale Antonio Canova di Treviso, da dove però fu espulso nel 1903 per comportamento troppo esuberante.
Nell'autunno del 1903 Silvio Trentin incominciò il suo ultimo anno di liceo al "Marco Foscarini" di Venezia, frequentato soprattutto dall'alta borghesia. Il 9 dicembre 1904 si iscrisse all'Università di Pisa.
Laureatosi in legge sotto la guida di Giovanni Vacchelli, che lo considerava suo allievo prediletto facendogli pubblicare uno scritto prima ancora della laurea, divenne in breve docente di diritto amministrativo nelle università di Pisa, Camerino e Venezia. Prese parte come volontario alla prima guerra mondiale. Egli venne in seguito trasferito in uno speciale reparto aereo incaricato di compiere ricognizione fotografica e collegamento con gli informatori operanti in territorio nemico. Per il coraggio mostrato durante la primavera del 1918 riceve un encomio solenne «per le pericolose e utilissime azioni compiute», oltre alla Croce di guerra al valor militare.
Nel 1919 fu eletto deputato, l'unico della lista Democrazia sociale veneziana, partito dal quale si allontanò dopo l'omicidio di Giacomo Matteotti e la secessione dell'Aventino per aderire al Partito Repubblicano Italiano.
Nel 1922 Silvio Trentin organizzò un convegno regionale sulla bonifica, tenutosi a San Donà di Piave, e nello stesso anno ritornò all'insegnamento di diritto amministrativo presso l'ateneo di Macerata. Dal 1923 ebbe la cattedra di diritto pubblico presso l'Istituto Superiore di Commercio dell'Università Ca' Foscari.
I suoi scritti riguardarono vari aspetti del diritto pubblico e del diritto amministrativo.

### Impegno antifascista
Si ritirò spontaneamente dall'insegnamento nel 1925, in quanto strenuo oppositore del fascismo, non accettando l'obbligo di giurare fedeltà al regime e difendendo l'assoluta autonomia dell'individuo e dell'insegnamento rispetto al nascente regime.
Riparò quindi nel sud della Francia, a Auch, dove continuò ad occuparsi privatamente di diritto. Nonostante fosse lontano dagli ambienti dei rifugiati politici italiani a Parigi, Silvio Trentin era sempre considerato un punto di riferimento per l'antifascismo.
Nei primi anni di esilio si impegnò nella costituzione della Concentrazione Antifascista, organizzazione interpartitica alla quale partecipavano il Partito Repubblicano Italiano, il Partito Socialista Italiano, il Partito Socialista dei Lavoratori Italiani, la Cgil e la Lega italiana dei diritti dell'uomo. Nel 1928 diede il proprio contributo all'ideazione e alla stesura di due patti di alleanza tra i repubblicani italiani e spagnoli.
Nel 1929 aderì al nascente movimento di Giustizia e Libertà.
Per sostenersi, lavorò per alcuni anni come manovale in una tipografia. In seguito al suo licenziamento, raccolti alcuni fondi presso amici, acquistò una libreria a Tolosa, dove si trasferì nel 1934. La libreria divenne ben presto un riferimento per gli intellettuali antifascisti e progressisti tolosani; durante la guerra civile spagnola servì da punto di collegamento da e verso la Spagna. Nella cantina della libreria furono tenute anche riunioni segrete e furono ospitati antifascisti e cospiratori.
Durante gli anni dell'esilio, Trentin si era avvicinato all'antifascismo di Rosselli, maturando l'idea che il fascismo fosse l'esito di un'economia capitalistica in crisi e che la sua alternativa politica avrebbe dovuto essere un movimento rivoluzionario e unito nell'azione con i partiti tradizionali già radicati nelle masse operaie. In una lettera a Ruggero Grieco del 1936, affermò che il fronte unico antifascista avrebbe dovuto avere un carattere «programmaticamente proletario e antiriformista».

### Pensiero politico
Silvio Trentin maturò un'originale teoria federalista dello Stato. In La crisi del diritto e dello stato del 1935, Trentin espone la sua filosofia del diritto, che gli servirà per criticare il giuspositivismo e fornire le fondamenta filosofiche alla base delle sue concezioni di libertà, autonomia, democrazia, pluralismo. Egli sostiene che le dottrine convenzionaliste di derivazione hobbesiana, che considerano come esistente solo il diritto positivo, sottintendono un errore di fondo, che l'uomo libero al di fuori dello Stato sia antisociale. Per Trentin il concetto di Stato è direttamente riconducibile alla società, poiché esso costituisce il principio su cui si basa la convivenza civile. In Stato-Nazione-Federalismo del 1945, egli è alla ricerca del suo modello federalista. La critica storica gli fornisce i presupposti teorici per trovare una base su cui fondare la coscienza federalista e prefigurare il suo modello di Stato federale.

### Ultimi anni e morte

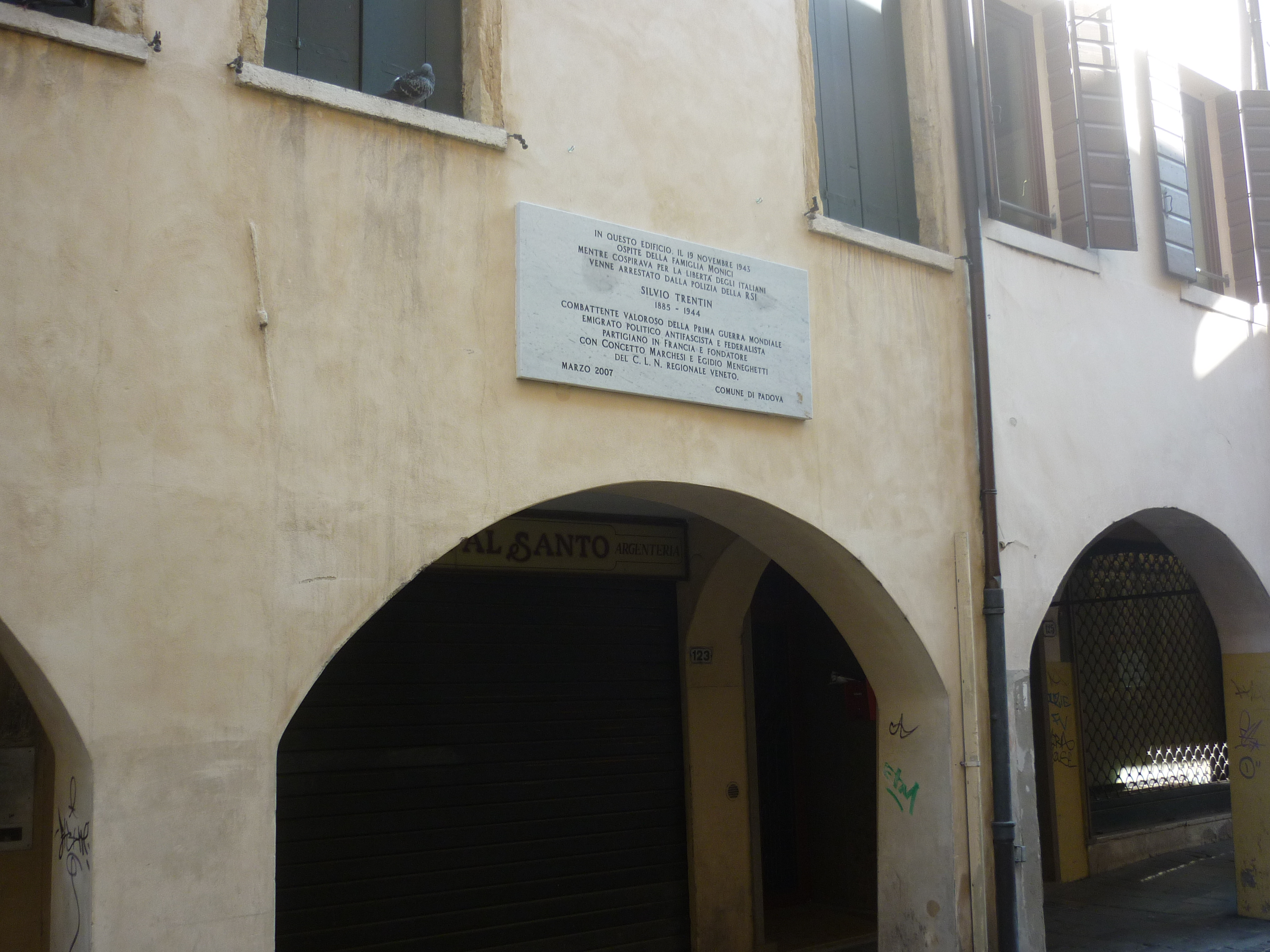
La targa posizionata nella casa di Padova dove Silvio Trentin venne arrestato

Dopo la caduta di Mussolini rientrò in Italia, a San Donà, a inizio settembre 1943. A quel tempo era già sofferente di problemi cardiaci. Dopo l'8 settembre si attivò per organizzare formazioni armate partigiane in Veneto, sempre come esponente di Giustizia e Libertà, declinando un invito di Emilio Lussu a entrare nella direzione del Comitato di Liberazione Nazionale (CLN), che si trovava a Roma.
Il 19 novembre 1943 fu arrestato a Padova dalla polizia fascista. Rilasciato a dicembre, fu ricoverato prima a Treviso, poi a Monastier per l'aggravarsi della sua malattia cardiaca, che lo portò alla morte nel marzo 1944. Nei mesi di degenza presso la clinica di Monastier di Treviso stese la bozza di un'ideale costituzione per l'Italia liberata del Dopoguerra, su basi federalistiche.
Era padre di Bruno, segretario generale della CGIL dal 1988 al giugno del 1994, nonché della francesista Franca e del critico d'arte Giorgio.

## Riconoscimenti

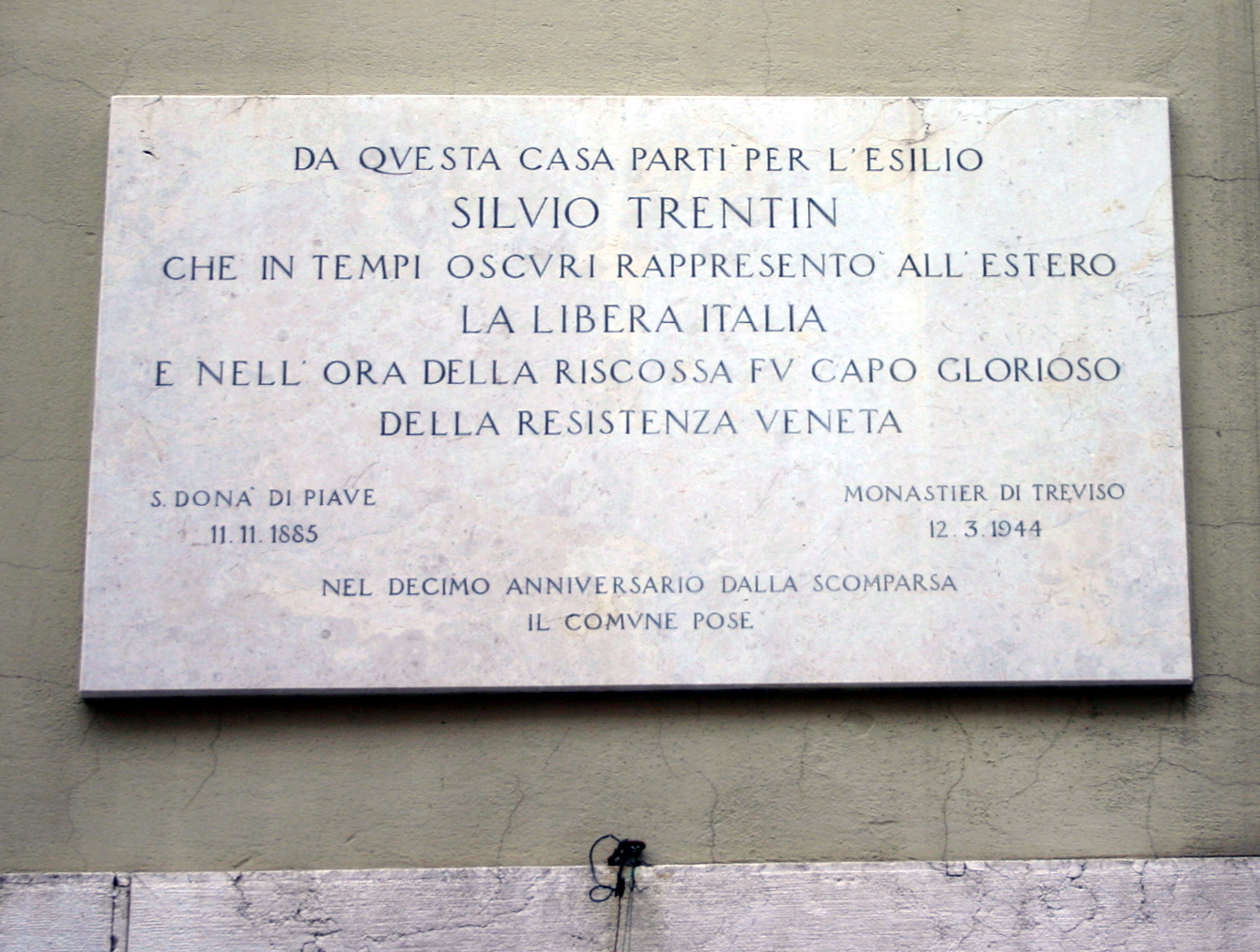
Lapide del 1954 in memoria di Silvio Trentin sul muro esterno di Palazzo Dolfin Manin a Rialto

- Otello Pighin[8] "Renato", intitolerà a lui la brigata partigiana fondata nel 1944.
- L'Università Ca' Foscari di Venezia ha reso omaggio a Silvio Trentin intitolando alla sua memoria l'Aula Magna presso la sede di Ca' Dolfin.[9]
- A Silvio Trentin sono intitolati: il corso principale e una scuola elementare di San Donà di Piave, una via a Jesolo, una scuola media a Venezia Mestre, un boulevard nella città francese di Tolosa, una piazza a Treviso, una riviera a Mira (Venezia), una via a Mestre (Venezia) e una via a Monastier di Treviso.

## Opere
- Della natura giuridica dei consorzi amministrativi di bonifica nella legislazione italiana e di alcune preliminari ed attinenti, Roma, Direzione dell'archivio giuridico, 1907.
- Alcune osservazioni in materia di tassa di circolazione sulle azioni commerciali, Pisa, Direzione Archivio giuridico, 1909.
- Sull'impugnativa in via possessoria degli atti amministrativi, Pisa, Direzione Archivio giuridico, 1909.
- L'actio finium regundorum in confronto del demanio pubblico, Milano, Società ed. libraria, 1910.
- La cosa giudicata nelle decisioni delle sezioni giurisdizionali del Consiglio di Stato, Pisa, Tip. F. Nistri, 1910.
- La determinazione giuridica della natura e della estensione dei nuovi diritti e delle nuove funzioni dello Stato in ordine alla navigazione aerea, Verona, Società Cooperativa Tipografica, 1910.
- Il diritto dello Stato sullo Spazio aereo, Roma, Tip. Unione Ed., 1910.
- Diritto penale e diritto amministrativo, Milano, Francesco Vallardi, 1910.
- La nuova legge sullo stato giuridico degli impiegati civili e la Corte dei Conti, Torino, Unione tip. editr. torinese, 1910.
- La polizia della locomozione aerea, Milano, Francesco Vallardi, 1910.
- La responsabilità collegiale, Milano, Francesco Vallardi, 1910.
- Sulla nozione di reato contravvenzionale e di contravvenzione amministrativa, Pisa, s.n., 1910.
- La difesa giurisdizionale in materia tributaria con speciale riguardo alla tassa di famiglia, Città di Castello, Lapi, 1911.
- L'odierna crisi dei comuni in Italia ed i suoi rimedi amministrativi, Milano, Società Editrice Libraria, 1911.
- Il decreto Bonomi sulla derivazione di acque pubbliche e gli interessi dell'agricoltura nazionale, Roma, s.n., 1918.
- Per un nuovo orientamento della legislazione in materia di bonifiche in rapporto alle presenti esigenze dell'economia nazionale, Venezia, Tip. della Cooperativa Casa del Popolo, 1919.
- La bonifica umana, scopo essenziale della bonifica idraulica ed indispensabile premessa della bonifica agraria, Venezia, s.n., 1922.
- Gli Enti pubblici del Veneto di fronte al problema delle utilizzazioni idrotecniche, Venezia, Ferrari, 1922.
- La restaurazione delle terre liberate in Italia e l'opera dell'Istituto federale di credito per il risorgimento delle Venezie, Bologna, Zanichelli, 1923.
- Autonomia, autarchia, decentramento, Venezia, Ferrari, 1925.
- Corso di istituzioni di diritto pubblico, Padova, La Litotipo, 1926.
- Di alcune questioni in tema di processo davanti ai tribunali speciali delle acque pubbliche, Modena, Soc. Tip. Modenese, 1926.
- L'aventure italienne: legendes et realites, Paris, Presses Universitaires de France, 1928.
- Les transformations recentes du droit public italien de la charte de Charles-Albert a la creation de l'etat fasciste, Paris, M. Giard, 1929.
- Antidémocratie, Paris, Librairie Valois, 1930.
- Aux sources du fascisme, Paris, M. Rivière, 1931.
- Le code penal fasciste, Paris, Editions de la Ligue italienne des droits de l'homme, 1931.
- Fascisme et Société des nations, Paris, Librairie universitaire J. Gamber, 1931.
- Le fascisme à Genève, Paris, M. Rivière, 1932.
- La libertà e le sue guarentigie, Paris, Librairie S.F.I.C., 1932.
- La mystification de l'amnistie fasciste, Marseille, ESIL, 1933.
- Riflessioni sulla crisi e sulla rivoluzione, Marseille, ESIL, 1933.
- La crise du droit et de l'etat, Paris - Bruxelles, L'Eglantine, 1935.
- Dix ans de fascisme totalitaire en Italie: de l'installation du Tribunal spécial à l'établissement de l'Empire, Paris, Editions sociales internationales, 1937.
- Lauro de Bosis: chantre et héros de la liberté, Toulouse, Jean Flory, 1939.
- Stato, nazione, federalismo, Milano, La Fiaccola, 1945.